# En rachâchant
En rachâchant è un cortometraggio del 1982 diretto da Jean-Marie Straub e da Danièle Huillet e tratto dal racconto Ah! Ernesto di Marguerite Duras.

## Trama
un bambino di nove anni vorrebbe lasciare la scuola perché, come da lui affermato, «insegnano cose che non so». Viene portato allora dai suoi genitori dal direttore della scuola che vorrebbe imporre la propria autorità sul bambino ma sarà infine costretto a riconoscere il suo fallimento.

## Produzione
Le riprese iniziarono ad agosto 1982.